# Хронология вторжения России на Украину (июль 2024)
Данная статья является частью хронологии широкомасштабного вторжения РФ на Украину и описывает события, произошедшие в июле 2024 года.

## 1 июля

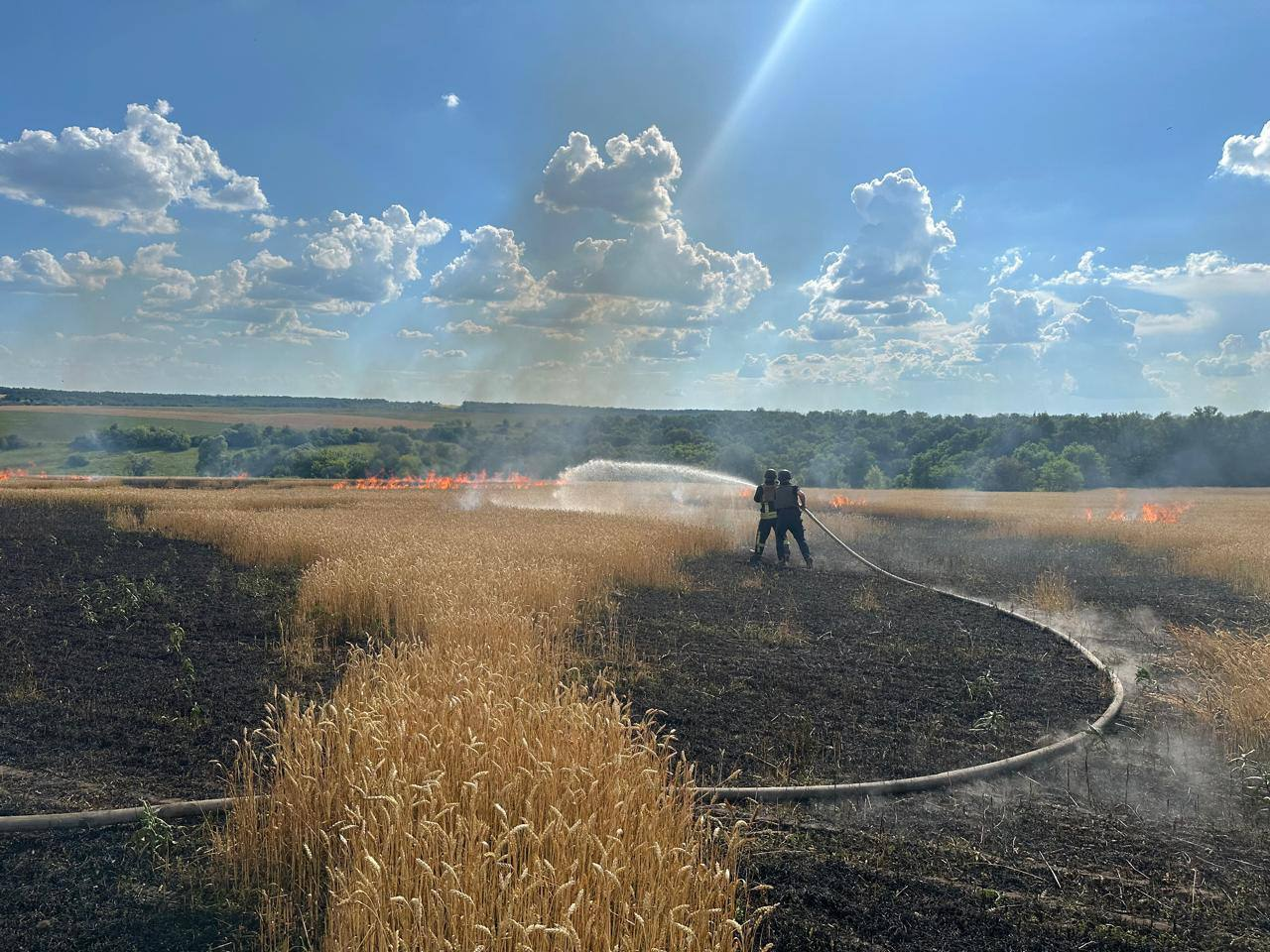
Загоревшееся от обстрела поле в Харьковской области

Российская сторона заявила о взятии села Степовая Новосёловка, находящегося в Харьковской области, и посёлка Новопокровка в Донецкой области.
Минобороны РФ заявило о сбитии 36 БПЛА, запущенных украинской стороной, в трёх регионах России: 18 в небе над Брянской областью, 9 над Белгородом и 9 над Курской областью.
Губернатор Днепропетровской области Сергей Лысак заявил о российских ударах БПЛА и артиллерией по Днепру, в результате которых пострадали 7 человек. Также, по его словам, беспилотниками и артиллерией РФ был атакован Никополь. Несколько зданий и газопровод получили повреждения.
По сообщению Forbes, 1 июля или чуть ранее разведывательный БПЛА ВС РФ обнаружил на военной авиабазе «Миргород» как минимум 6 истребителей Су-27, которые были размещены на открытой площадке. По авиабазе был нанесён удар ракетой «Искандер», вследствие чего два самолёта были уничтожены, четыре получили повреждения. Представитель ВВС Украины Юрий Игнат заявил, что «удар был, есть некоторые повреждения».
Минобороны РФ заявило, что было уничтожено 5 украинских самолётов, ещё два получили повреждения. Ведомство также опубликовало видео предположительного удара по авиабазе.

## 4 июля
Украинские войска отошли от канала Северский Донец — Донбасс в Часовом Яру. Оборона ВСУ частично опиралась на канал, проходящий с севера на юг города. Согласно заявлению Назара Волошина, пресс-секретаря группы войск «Хортица» ВСУ, после захода ВС РФ в район «Канал» его удержание потеряло смысл, так как позиции украинских военных были уничтожены и возникла угроза жизни и здоровью личного состава.

## 8 июля

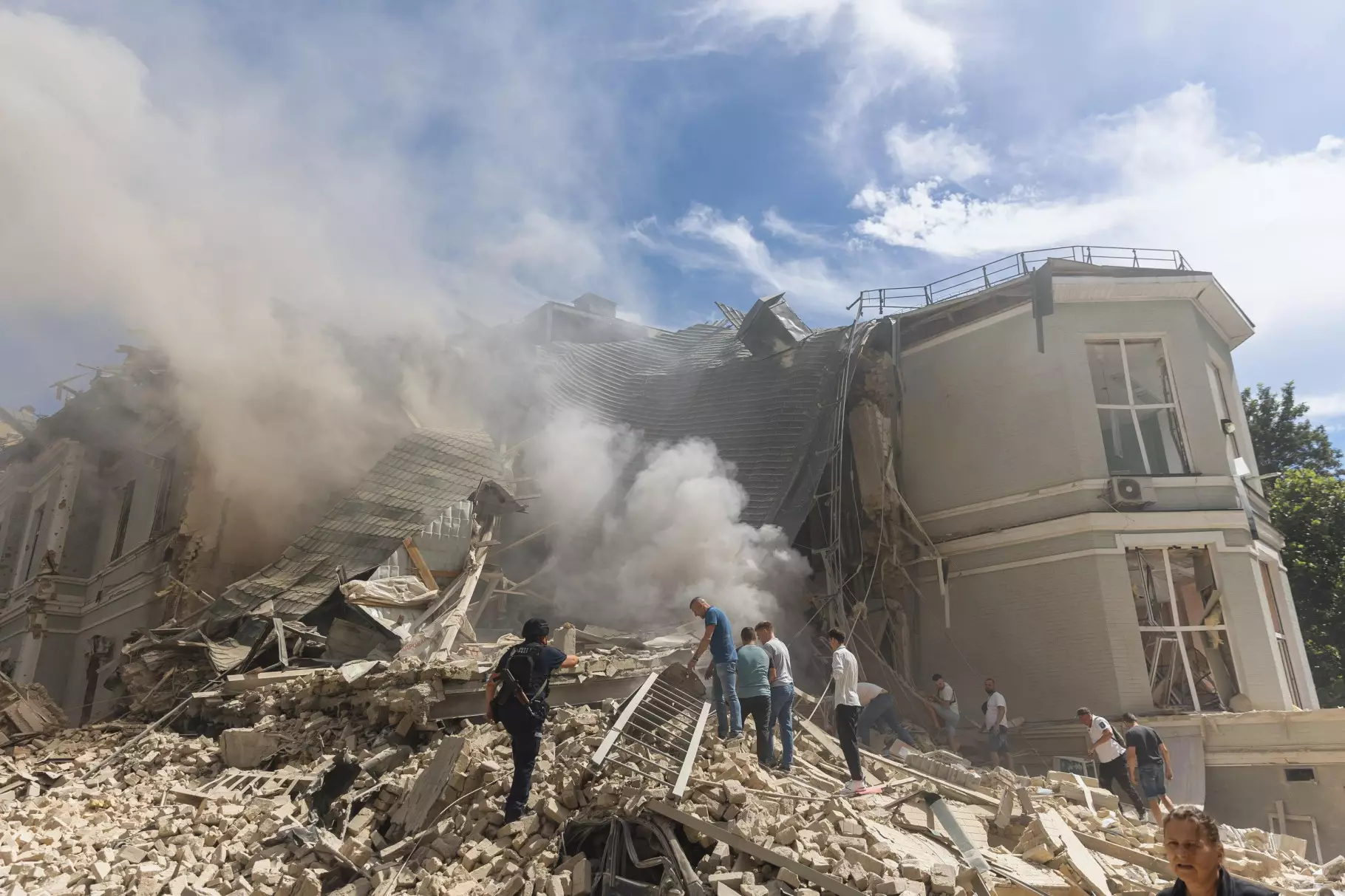
Разрушенный корпус больницы «Охматдет»

Утром 8 июля армия РФ нанесла массированный ракетный удар по территории Украины. Погибли 47 человек и пострадали около 190. В Киеве в результате прилёта российской ракеты разрушен один из корпусов детской больницы «Охматдет» и подъезд жилого дома; значительно повреждены ещё один дом, медицинский центр и бизнес-центр. 6 российских ракет нанесли удары по машиностроительному заводу «Артём», производящему компоненты для боевых ракет. Также повреждения получили три электрические подстанции «ДТЭК», питающие детскую больницу «Охматдет».

## 10 июля
Министерство обороны России заявило о взятии села Яснобродовка, расположенного в Покровском районе Донецкой области.
По информации российской стороны, после атак БПЛА, совершённых ночью в Ростовской области, возник пожар на электроподстанции. Согласно заявлению губернатора региона, за последние сутки в результате украинских атак четыре человека погибли и 20 получили ранения.

## 11 июля
Согласно заявлению ФСБ России, была предотвращена попытка уничтожения авианосца «Адмирал Кузнецов». Согласно сообщению ФСБ, в марте 2024 года украинский разведчик, представившийся Олегом, при помощи мессенджеров WhatsApp и Telegram связался с гражданином России, служащим на авианосце «Адмирал Кузнецов». По информации ФСБ, за крупное вознаграждение и возможность покинуть территорию РФ украинский разведчик предложил совершить на судне теракт. Операция проходила под непосредственным контролем главы ГУР Украины Кирилла Буданова.
В Шебекино в рельтате сброса взрывчатки украинским БПЛА во двор жилого дома пострадали 5 детей.

## 14 июля

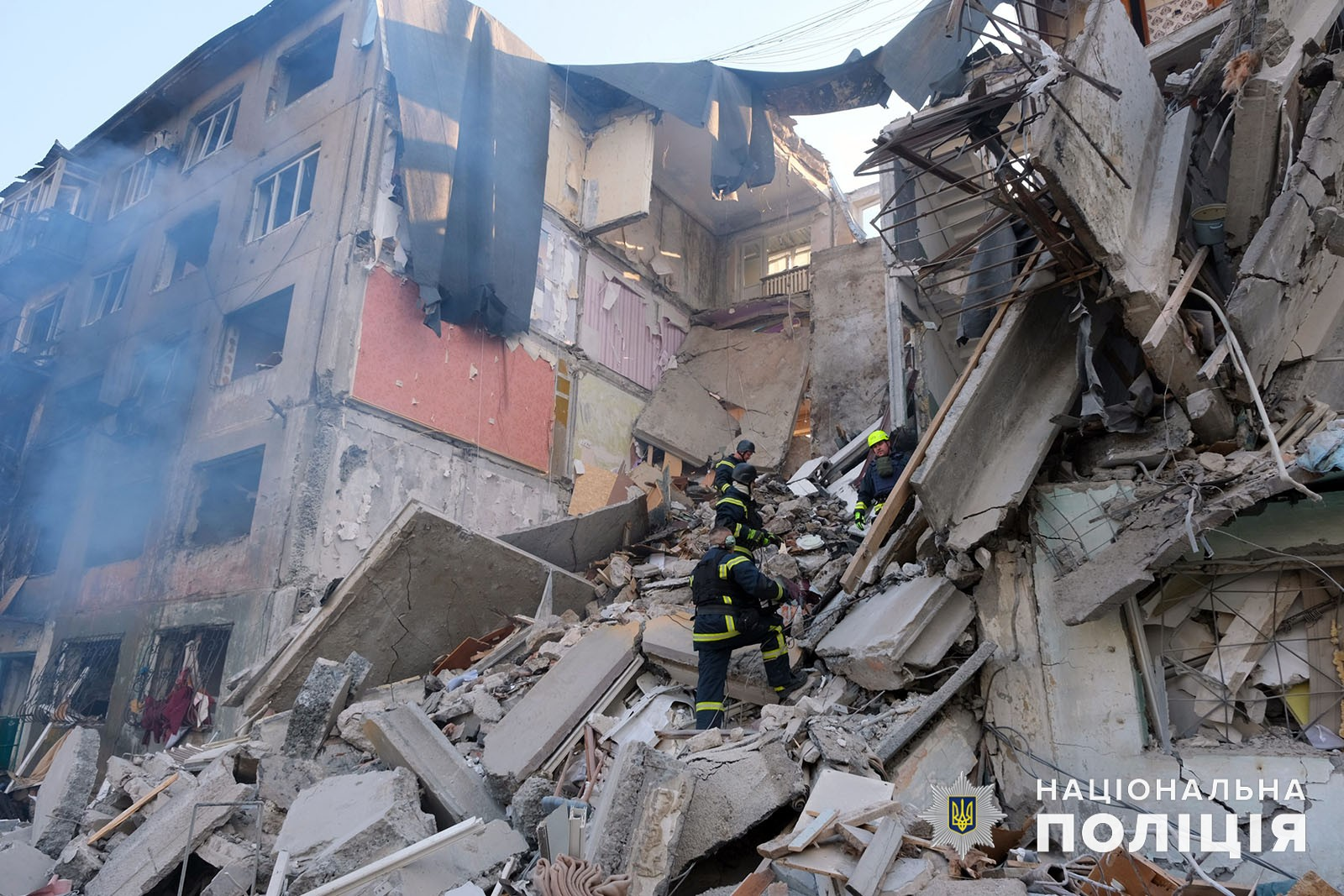
Дом в Мирнограде (Донецкая область) после бомбардировки 14 июля

Министерство обороны РФ заявило, что ВС РФ заняли посёлок Урожайное в Донецкой области, ранее занятый ВСУ во время контрнаступления 2023 года. ВСУ никак не прокомментировали это заявление, однако карты боевых действий, составленные аналитиками на основе военных съёмок, подтвердили, что село находится под контролем российских военных. Это также было подтверждено картами группы Deep State, тесно связанной с ВСУ.

## 16 июля
В 2024 году властями области было решено ограничить въезд в 14 населённых пунктов Белгородской области у границы с Украиной из-за крайне сложной оперативной обстановки. На въезде в них установят КПП, пускать будут только мужчин.

## 17 июля
Между ВС РФ и ВСУ прошёл обмен военнопленными по формуле «95 на 95». Об обмене сообщили как президент Украины Владимир Зеленский, так и Минобороны РФ. Это стал 54 по счёту обмен с начала вторжения России на Украину.

## 18 июля
Легион «Свобода России» опубликовал видео диверсии на аэродроме «Большое Савино» в Перми, в ходе которой подожгли военную технику. В частности, на видео показан процесс поджога двух грузовиков КаМАЗ.

## 19 июля

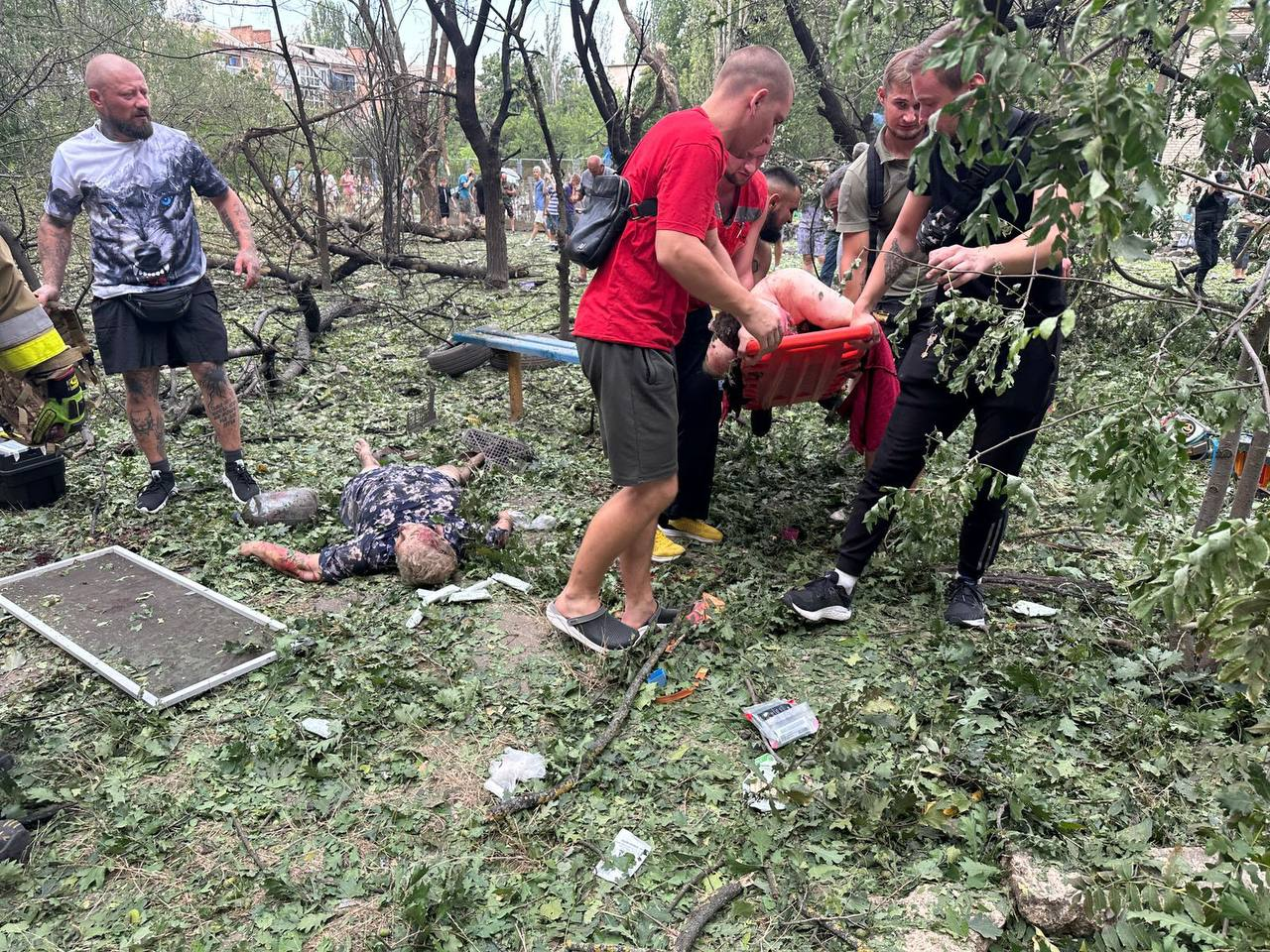
Последствия обстрела Николаева

ВС РФ заняли село Раздоловка и продолжили проводить атаки вдоль железной дороги, соединяющей Бахмут и Северск. Также на Авдеевском направлении российские военные заняли сёла Ивано-Дарьевка, Восход, Яснобродовка, а также большую часть села Новосёловка 1-я.
Российский ракетный удар по Николаеву. По словам Владимира Зеленского, ракета попала в детскую площадку вблизи обычного дома. Повреждены 10 многоэтажных зданий, дошкольное учебное заведение и 15 автомобилей. Погибли 4 человека, ранены более 20.

## 23 июля
Министерство обороны РФ заявило о сбитии более чем 85 БПЛА, запущенных Украиной, в том числе 25 над Крымом и на западе России.

## 24 июля

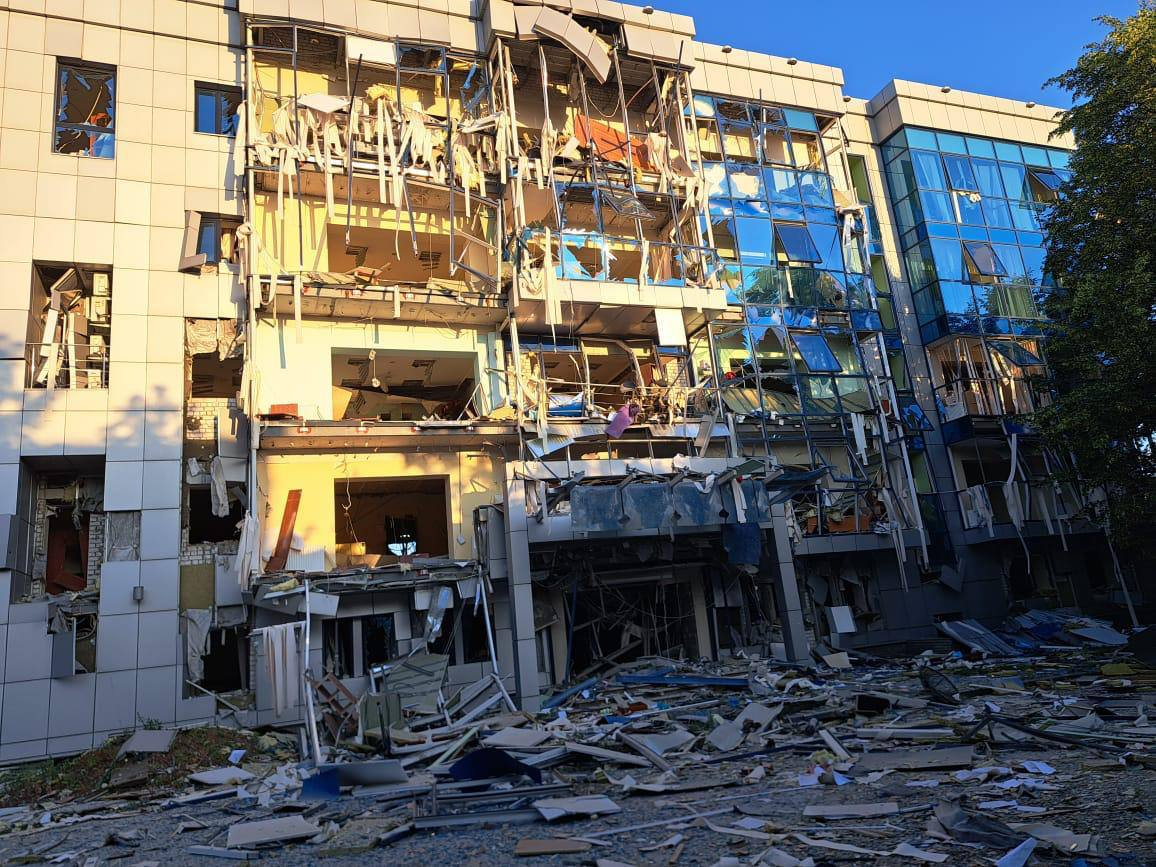
Офис Швейцарского фонда по противоминной деятельности в Харькове после ракетного удара 24 июля

Министерство обороны РФ заявило о взятии посёлка Ивано-Дарьевка, расположенного примерно в 30 километрах на северо-восток от Бахмута.
Согласно сообщению местных властей, в Краснодарском крае вследствие ударов беспилотников ВСУ по грузовому судну, пришвартованному в порту «Кавказ», произошло возгорание. Один человек погиб, четверо ранены. По заявлению губернатора Краснодарского края Вениамина Кондратьева, риск распространения пожара отсутствует.
Ночью Россия атаковала Сумскую область. Удары были нанесены по объекту электроэнергетики, без электроснабжения осталось 50 400 человек, никто не пострадал.
Российские ракетные удары по Харькову и окрестностям. Одна из ракет попала в офис Швейцарского фонда по противоминной деятельности. Вспыхнул пожар в экопарке около города.

## 25 июля
В Румынии около деревни Плауру нашли обломки одного из российских беспилотников «Shahed 136», запущенных российской армией по Украине. МИД Румынии выразил России протест.

## 27 июля
Министерство обороны РФ заявило, что ночью с 26 на 27 июля над территорией страны было сбито 42 украинских БПЛА. 22 дрона было сбито над Брянской областью. 7 БПЛА было сбито над Рязанской, столько же — над Курской областью. 3 беспилотника было сбито над Белгородской областью, два над Ростовской и один над Липецкой областями. По сообщению местных властей в результате атак три человека были ранены.
Министерство обороны РФ заявило о взятии села Лозоватское в Покровском районе Донецкой области.

## 28 июля
Ночью с 27 на 28 июля ВСУ нанесли удары БПЛА по нефтебазе Полевой, расположенной в Курской области. Согласно заявлениям украинского Генштаба, нефтебаза, по которой был нанесён удар, поставляет нефть Вооружённым силам РФ. Согласно заявлениям исполняющего обязанности губернатора Курской области Алексея Смирнова, вследствие атак произошло возгорание трёх топливных баков нефтебазы. По информации Минобороны РФ, над Курской областью было сбито два украинских БПЛА.

## 29 июля
Согласно заявлению Минобоны РФ, ПВО было перехвачено 39 БПЛА, запущенных украинской стороной: 19 беспилотников были сбиты в небе над Курской областью, 5 над Брянской, 3 над Воронежской и 3 над Ленинградской областями. Вячеслав Гладков, губернатор Белгородской области, заявил об ударах ВСУ по селу Новая Таволжанка, вследствие которого ранения получили два человека: 16-летняя дочь и её мать. Местные СМИ сообщили о повреждении электроподстанции в Томаровке Яковлевского городского округа.

## 31 июля

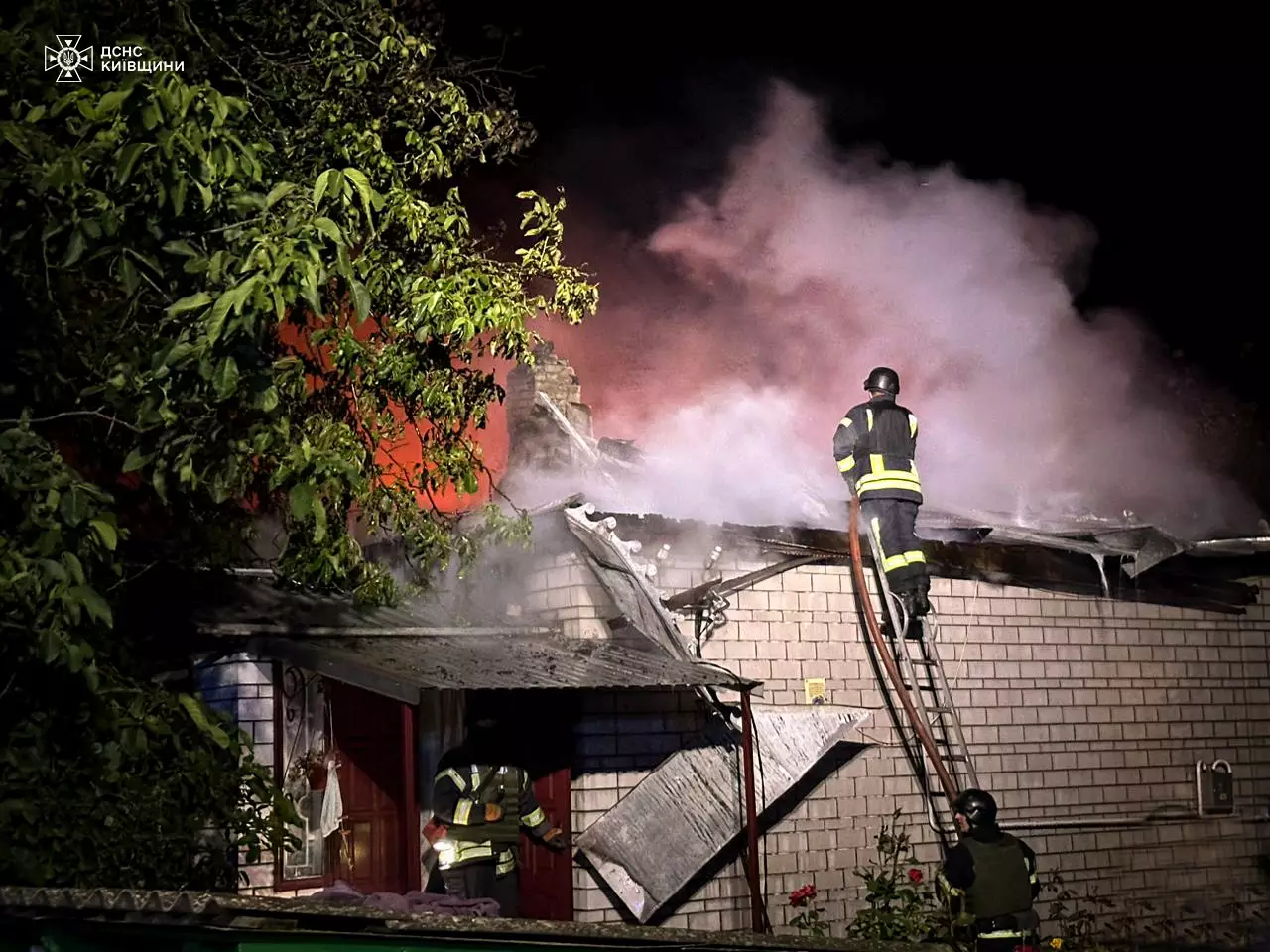
Дом в Киевской области, повреждённый обломками беспилотника

Массированная российская атака Украины беспилотниками. По данным Воздушных сил ВСУ, было запущено 89 ударных беспилотников «Шахед» и одна авиационная ракета Х-59; все они были сбиты. Часть беспилотников летела на Киев. По словам местных властей, эта атака стала седьмой за июль и самой массированной за 2024 год. Вокруг Киева было сбито более 40 беспилотников. По данным властей, в Киеве пострадавших и разрушений нет, но в Киевской области от обломков беспилотника загорелся жилой дом. В Херсоне погиб местный житель и ранен ещё один. В Днепропетровской области повреждены социальное учреждение и два автомобиля.
Согласно изданию Bloomberg, в Украину прибыла первая группа истребителей F-16.